# Xã Adams, Quận Keokuk, Iowa
Xã Adams (tiếng Anh: Adams Township) là một xã thuộc quận Keokuk, tiểu bang Iowa, Hoa Kỳ. Năm 2010, dân số của xã này là 421 người.